# ده چیل
ده چیل، روستایی از توابع بخش مرکزی شهرستان جیرفت در استان کرمان ایران است.
یکی از اقوام قدیمی که در این روستا سکونت داشته، ناروئی ده چیل بوده است.

## جمعیت
این روستا در دهستان اسلام‌آباد قرار دارد و براساس سرشماری مرکز آمار ایران در سال ۱۳۸۵، جمعیت آن ۲۱ نفر (۶خانوار) بوده‌است.